# Az elnök emberei epizódjainak listája
Ez a cikk Az elnök emberei című sorozat epizódjait listázza.

## Évados áttekintés
| Évad | Évad | Epizódok | Eredeti sugárzás     | Eredeti sugárzás | Eredeti adó |
| Évad | Évad | Epizódok | Évadpremier          | Évadfinálé       | Eredeti adó |
| ---- | ---- | -------- | -------------------- | ---------------- | ----------- |
|      | 1    | 22       | 1999. szeptember 22. | 2000. május 17.  | NBC         |
|      | 2    | 22       | 2000. október 4.     | 2001. május 16.  | NBC         |
|      | 3    | 21       | 2001. október 10.    | 2002. május 22.  | NBC         |
|      | 4    | 23       | 2002. szeptember 25. | 2003. május 14.  | NBC         |
|      | 5    | 22       | 2003. szeptember 24. | 2004. május 19.  | NBC         |
|      | 6    | 22       | 2004. október 20.    | 2005. április 6. | NBC         |
|      | 7    | 22       | 2005. szeptember 25. | 2006. május 14.  | NBC         |

## Epizódok

### 1. évad (1999-2000)
| Sor. | Év. | Cím                                                        | Rendező               | Író | Premier                              | Nézettség    |
| ---- | --- | ---------------------------------------------------------- | --------------------- | --- | ------------------------------------ | ------------ |
| 1.   | 1.  | Bevezető rész (Pilot)                                      | Thomas Schlamme       | Aaron Sorkin                                                                                            | 1999. szeptember 22. 2001. július 4. | 16,91 millió |
| 2.   | 2.  | Ezután, tehát emiatt (Post Hoc, Ergo Propter Hoc)          | Thomas Schlamme       | Aaron Sorkin                                                                                            | 1999. szeptember 29.                 | 13,71 millió |
| 3.   | 3.  | Szemet szemért (A Proportional Response)                   | Marc Buckland         | Aaron Sorkin                                                                                            | 1999. október 6.                     | 14,41 millió |
| 4.   | 4.  | A hiányzó öt szavazat (Five Votes Down)                    | Michael Lehmann       | Történet: Lawrence O'Donnell, Jr. és Patrick Caddell Tévéjáték: Aaron Sorkin                            | 1999. október 13.                    | 12,32 millió |
| 5.   | 5.  | Bolondok napja (The Crackpots and These Women)             | Anthony Drazan        | Aaron Sorkin                                                                                            | 1999. október 20.                    | 12,41 millió |
| 6.   | 6.  | Az elnök lánya (Mr. Willis of Ohio)                        | Christopher Misiano   | Aaron Sorkin                                                                                            | 1999. november 3.                    | 13,37 millió |
| 7.   | 7.  | Az indonéz vendég (The State Dinner)                       | Thomas Schlamme       | Aaron Sorkin & Paul Redford                                                                             | 1999. november 10.                   | 13,66 millió |
| 8.   | 8.  | Ellenségek (Enemies)                                       | Alan Taylor           | Történet: Rick Cleveland és Lawrence O'Donnell, Jr. & Patrick Caddell Tévéjáték: Ron Osborn & Jeff Reno | 1999. november 17.                   | 12,92 millió |
| 9.   | 9.  | A jelölt (The Short List)                                  | Bill D'Elia           | Történet: Aaron Sorkin & Dee Dee Myers Tévéjáték: Aaron Sorkin & Patrick Caddell                        | 1999. november 24.                   | 12,37 millió |
| 10.  | 10. | Karácsony a Fehér Házban (In Excelsis Deo)                 | Alex Graves           | Aaron Sorkin & Rick Cleveland                                                                           | 1999. december 15.                   | 14,23 millió |
| 11.  | 11. | Lord John Marbury (Lord John Marbury)                      | Kevin Rodney Sullivan | Történet: Patrick Caddell & Lawrence O'Donnell, Jr. Tévéjáték: Aaron Sorkin & Patrick Caddell           | 2000. január 5.                      | 13,65 millió |
| 12.  | 12. | Az éves beszámoló (He Shall, from Time to Time..)          | Arlene Sanford        | Aaron Sorkin                                                                                            | 2000. január 12.                     | 13,96 millió |
| 13.  | 13. | A tisztogatás (Take out the Trash Day)                     | Ken Olin              | Aaron Sorkin                                                                                            | 2000. január 26.                     | 14,92 millió |
| 14.  | 14. | A halálraítélt (Take This Sabbath Day)                     | Thomas Schlamme       | Történet: Lawrence O'Donnell, Jr. & Paul Redford és Aaron Sorkin Tévéjáték: Aaron Sorkin                | 2000. február 9.                     | 14,18 millió |
| 15.  | 15. | Vakvéletlen (Celestial Navigation)                         | Christopher Misiano   | Történet: Dee Dee Myers & Lawrence O'Donnell, Jr. Tévéjáték: Aaron Sorkin                               | 2000. február 16.                    | 13,48 millió |
| 16.  | 16. | 20 óra Los Angelesben (20 Hours in L.A.)                   | Alan Taylor           | Aaron Sorkin                                                                                            | 2000. február 23.                    | 12,41 millió |
| 17.  | 17. | Virágnyelven (The White House Pro-Am)                      | Ken Olin              | Lawrence O'Donnell, Jr. & Paul Redford és Aaron Sorkin                                                  | 2000. március 22.                    | 15,76 millió |
| 18.  | 18. | Még hat megbeszélés (Six Meetings Before Lunch)            | Clark Johnson         | Aaron Sorkin                                                                                            | 2000. április 5.                     | 14,24 millió |
| 19.  | 19. | Ha harc, legyen harc (Let Bartlet Be Bartlet)              | Laura Innes           | Történet: Peter Parnell és Patrick Caddell Tévéjáték: Aaron Sorkin                                      | 2000. április 26.                    | 13,97 millió |
| 20.  | 20. | Időszerű változások (Mandatory Minimums)                   | Robert Berlinger      | Aaron Sorkin                                                                                            | 2000. május 3.                       | 12,89 millió |
| 21.  | 21. | Hazugságok és statisztika (Lies, Damn Lies and Statistics) | Don Scardino          | Aaron Sorkin                                                                                            | 2000. május 10.                      | 14,33 millió |
| 22.  | 22. | A merénylet (What Kind of Day Has It Been)                 | Thomas Schlamme       | Aaron Sorkin                                                                                            | 2000. május 17.                      | 13,30 millió |

### 2. évad (2000-2001)
| Sor. | Év. | Cím                                                                 | Rendező             | Író                                                             | Premier                          | Nézettség    |
| ---- | --- | ------------------------------------------------------------------- | ------------------- | --------------------------------------------------------------- | -------------------------------- | ------------ |
| 23.  | 1.  | Merénylők 1. rész (In the Shadow of Two Gunmen Part 1)              | Thomas Schlamme     | Aaron Sorkin                                                    | 2000. október 4.                 | 25,05 millió |
| 24.  | 2.  | Merénylők 2. rész (In the Shadow of Two Gunmen Part 2)              | Thomas Schlamme     | Aaron Sorkin                                                    | 2000. október 4. 2002. január 3. | 25,05 millió |
| 25.  | 3.  | A választások (The Midterms)                                        | Alex Graves         | Aaron Sorkin                                                    | 2000. október 18.                | 16,80 millió |
| 26.  | 4.  | Belső ellentétek (In This White House)                              | Ken Olin            | Történet: Peter Parnell & Allison Abner Tévéjáték: Aaron Sorkin | 2000. október 25.                | 17,11 millió |
| 27.  | 5.  | A beilleszkedés (And It's Surely to Their Credit)                   | Christopher Misiano | Történet: Kevin Falls & Laura Glasser Tévéjáték: Aaron Sorkin   | 2000. november 1.                | 18,47 millió |
| 28.  | 6.  | A leköszönő kongresszus (The Lame Duck Congress)                    | Jeremy Kagan        | Történet: Lawrence O'Donnell, Jr. Tévéjáték: Aaron Sorkin       | 2000. november 8.                | 18,48 millió |
| 29.  | 7.  | A portlandi utazás (The Portland Trip)                              | Paris Barclay       | Történet: Paul Redford Tévéjáték: Aaron Sorkin                  | 2000. november 15.               | 18,47 millió |
| 30.  | 8.  | Bevándorlók (Shibboleth)                                            | Laura Innes         | Történet: Patrick Caddell Tévéjáték: Aaron Sorkin               | 2000. november 22.               | 17,48 millió |
| 31.  | 9.  | A Mars-program (Galileo)                                            | Alex Graves         | Kevin Falls és Aaron Sorkin                                     | 2000. november 29.               | 18,99 millió |
| 32.  | 10. | A terápia (Noël)                                                    | Thomas Schlamme     | Történet: Peter Parnell Tévéjáték: Aaron Sorkin                 | 2000. december 13.               | 12,23 millió |
| 33.  | 11. | Kétpárti reggeli (The Leadership Breakfast)                         | Scott Winant        | Történet: Paul Redford Tévéjáték: Aaron Sorkin                  | 2001. január 10.                 | 17,65 millió |
| 34.  | 12. | Az új nagykövetek (The Drop-In)                                     | Lou Antonio         | Történet: Lawrence O'Donnell, Jr. Tévéjáték: Aaron Sorkin       | 2001. január 24.                 | 18,02 millió |
| 35.  | 13. | Túszdráma (Bartlet's Third State of the Union)                      | Christopher Misiano | Történet: Allison Abner & Dee Dee Myers Tévéjáték: Aaron Sorkin | 2001. február 7.                 | 18,19 millió |
| 36.  | 14. | Drogháború (The War at Home)                                        | Christopher Misiano | Aaron Sorkin                                                    | 2001. február 14.                | 18,39 millió |
| 37.  | 15. | Ellie (Ellie)                                                       | Michael Engler      | Történet: Kevin Falls & Laura Glasser Tévéjáték: Aaron Sorkin   | 2001. február 21.                | 16,43 millió |
| 38.  | 16. | Amnesztia (Somebody's Going to Emergency, Somebody's Going to Jail) | Jessica Yu          | Paul Redford & Aaron Sorkin                                     | 2001. február 28.                | 18,08 millió |
| 39.  | 17. | Az interpelláció (The Stackhouse Filibuster)                        | Bryan Gordon        | Történet: Pete McCabe Tévéjáték: Aaron Sorkin                   | 2001. március 14.                | 17,16 millió |
| 40.  | 18. | A dolgok emberi oldala (17 People)                                  | Alex Graves         | Aaron Sorkin                                                    | 2001. április 4.                 | 16,56 millió |
| 41.  | 19. | Rossz előjelek (Bad Moon Rising)                                    | Bill Johnson        | Történet: Felicia Wilson Tévéjáték: Aaron Sorkin                | 2001. április 25.                | 16,77 millió |
| 42.  | 20. | Mélyponton (The Fall's Gonna Kill You)                              | Christopher Misiano | Történet: Patrick Caddell Tévéjáték: Aaron Sorkin               | 2001. május 2.                   | 16,61 millió |
| 43.  | 21. | Harcra készen (18th and Potomac)                                    | Robert Berlinger    | Történet: Lawrence O'Donnell, Jr. Tévéjáték: Aaron Sorkin       | 2001. május 9.                   | 17,01 millió |
| 44.  | 22. | Az első számú gyanúsított (Two Cathedrals)                          | Thomas Schlamme     | Aaron Sorkin                                                    | 2001. május 16.                  | 20,72 millió |

### 3. évad (2001-2002)
| Sor. | Év. | Cím                                             | Rendező             | Író                                                                            | Premier            | Nézettség    |
| ---- | --- | ----------------------------------------------- | ------------------- | ------------------------------------------------------------------------------ | ------------------ | ------------ |
| 45.  | 1.  | Manchester 1. rész (Manchester Part 1)          | Thomas Schlamme     | Aaron Sorkin                                                                   | 2001. október 10.  | 23,65 millió |
| 46.  | 2.  | Manchester 2. rész (Manchester Part 2)          | Thomas Schlamme     | Aaron Sorkin                                                                   | 2001. október 17.  | 20,79 millió |
| 47.  | 3.  | Bizottsági csatározások (Ways and Means)        | Alex Graves         | Történet: Eli Attie & Gene Sperling Tévéjáték: Aaron Sorkin                    | 2001. október 24.  | 21,47 millió |
| 48.  | 4.  | Politikai útvesztők (On the Day Before)         | Christopher Misiano | Történet: Paul Redford & Nanda Chitre Tévéjáték: Aaron Sorkin                  | 2001. október 31.  | 17,78 millió |
| 49.  | 5.  | Háborús bűnök (War Crimes)                      | Alex Graves         | Történet: Allison Abner Tévéjáték: Aaron Sorkin                                | 2001. november 7.  | 19,48 millió |
| 50.  | 6.  | Ellenséges vizeken (Gone Quiet)                 | Jon Hutman          | Történet: Julia Dahl & Laura Glasser Tévéjáték: Aaron Sorkin                   | 2001. november 14. | 19,89 millió |
| 51.  | 7.  | Őslakos lobby (The Indians in the Lobby)        | Paris Barclay       | Történet: Allison Abner Tévéjáték: Allison Abner & Kevin Falls és Aaron Sorkin | 2001. november 21. | 16,73 millió |
| 52.  | 8.  | A qumari nők (The Women of Qumar)               | Alex Graves         | Történet: Felicia Wilson & Laura Glasser & Julia Dahl Tévéjáték: Aaron Sorkin  | 2001. november 28. | 20,86 millió |
| 53.  | 9.  | A meghallgatás (Bartlet for America)            | Thomas Schlamme     | Aaron Sorkin                                                                   | 2001. december 12. | 18,40 millió |
| 54.  | 10. | A 172. számú határozat (H. Con-172)             | Vincent Misiano     | Történet: Eli Attie Tévéjáték: Aaron Sorkin                                    | 2002. január 9.    | 18,38 millió |
| 55.  | 11. | Az interjú (100,000 Airplanes)                  | David Nutter        | Aaron Sorkin                                                                   | 2002. január 16.   | 19,05 millió |
| 56.  | 12. | A két Bartlet (The Two Bartlets)                | Alex Graves         | Történet: Gene Sperling Tévéjáték: Kevin Falls és Aaron Sorkin                 | 2002. január 30.   | 19,12 millió |
| 57.  | 13. | Lelki problémák (Night Five)                    | Christopher Misiano | Aaron Sorkin                                                                   | 2002. február 6.   | 18,14 millió |
| 58.  | 14. | Sakk-matt (Hartsfield's Landing)                | Vincent Misiano     | Aaron Sorkin                                                                   | 2002. február 27.  | 16,36 millió |
| 59.  | 15. | A születésnapi party (Dead Irish Writers)       | Alex Graves         | Történet: Paul Redford Tévéjáték: Aaron Sorkin                                 | 2002. március 6.   | 19,49 millió |
| 60.  | 16. | A koszorús költő (The U.S. Poet Laureate)       | Christopher Misiano | Történet: Laura Glasser Tévéjáték: Aaron Sorkin                                | 2002. március 27.  | 16,95 millió |
| 61.  | 17. | Kényszerhelyzet (Stirred)                       | Jeremy Kagan        | Történet: Dee Dee Myers Tévéjáték: Aaron Sorkin & Eli Attie                    | 2002. április 3.   | 17,26 millió |
| 62.  | 18. | A csúcstalálkozó (Enemies Foreign and Domestic) | Alex Graves         | Paul Redford és Aaron Sorkin                                                   | 2002. május 1.     | 17,40 millió |
| 63.  | 19. | A célszemély (The Black Vera Wang)              | Christopher Misiano | Aaron Sorkin                                                                   | 2002. május 8.     | 17,26 millió |
| 64.  | 20. | A válságstáb (We Killed Yamamoto)               | Thomas Schlamme     | Aaron Sorkin                                                                   | 2002. május 15.    | 15,54 millió |
| 65.  | 21. | A rózsák háborúja (Posse Comitatus)             | Alex Graves         | Aaron Sorkin                                                                   | 2002. május 22.    | 16,64 millió |

### 4. évad (2002-2003)
| Sor. | Év. | Cím                                                  | Rendező             | Író                                                                                        | Premier              | Nézettség    |
| ---- | --- | ---------------------------------------------------- | ------------------- | ------------------------------------------------------------------------------------------ | -------------------- | ------------ |
| 66.  | 1.  | A semmi közepén 1. rész (20 Hours in America Part 1) | Christopher Misiano | Aaron Sorkin                                                                               | 2002. szeptember 25. | 18,16 millió |
| 67.  | 2.  | A semmi közepén 2. rész (20 Hours in America Part 2) | Christopher Misiano | Aaron Sorkin                                                                               | 2002. szeptember 25. | 18,16 millió |
| 68.  | 3.  | A válság (College Kids)                              | Alex Graves         | Történet: Debora Cahn és Mark Goffman Tévéjáték: Aaron Sorkin                              | 2002. október 2.     | 16,70 millió |
| 69.  | 4.  | Válaszcsapás (The Red Mass)                          | Vincent Misiano     | Történet: Eli Attie Tévéjáték: Aaron Sorkin                                                | 2002. október 9.     | 15,99 millió |
| 70.  | 5.  | A második menet (Debate Camp)                        | Paris Barclay       | Történet: William Sind & Michael Oates Palmer Tévéjáték: Aaron Sorkin                      | 2002. október 16.    | 15,90 millió |
| 71.  | 6.  | Vita egyenes adásban (Game On)                       | Alex Graves         | Aaron Sorkin & Paul Redford                                                                | 2002. október 30.    | 15,73 millió |
| 72.  | 7.  | Az elnökválasztás (Election Night)                   | Lesli Linka Glatter | Történet: David Gerken és David Handelman Tévéjáték: Aaron Sorkin                          | 2002. november 6.    | 16,22 millió |
| 73.  | 8.  | Váratlan fordulat (Process Stories)                  | Christopher Misiano | Történet: Paula Yoo & Lauren Schmidt Tévéjáték: Aaron Sorkin                               | 2002. november 13.   | 15,78 millió |
| 74.  | 9.  | A svájci közvetítő (Swiss Diplomacy)                 | Christopher Misiano | Kevin Falls & Eli Attie                                                                    | 2002. november 20.   | 15,03 millió |
| 75.  | 10. | Csip-csup ügyek (Arctic Radar)                       | John David Coles    | Történet: Gene Sperling Tévéjáték: Aaron Sorkin                                            | 2002. november 27.   | 14,28 millió |
| 76.  | 11. | Szenteste a Fehér Házban (Holy Night)                | Thomas Schlamme     | Aaron Sorkin                                                                               | 2002. december 11.   | 15,39 millió |
| 77.  | 12. | Sorsdöntő szavazat (Guns Not Butter)                 | Bill D'Elia         | Eli Attie & Kevin Falls és Aaron Sorkin                                                    | 2003. január 8.      | 13,96 millió |
| 78.  | 13. | Hosszú búcsú (The Long Goodbye)                      | Alex Graves         | Jon Robin Baitz                                                                            | 2003. január 15.     | 14,45 millió |
| 79.  | 14. | Beiktatás 1. rész (Inauguration: Part 1)             | Christopher Misiano | Történet: Michael Oates Palmer & William Sind Tévéjáték: Aaron Sorkin                      | 2003. február 5.     | 13,03 millió |
| 80.  | 15. | Beiktatás 2. rész (Inauguration: Over There)         | Lesli Linka Glatter | Történet: David Gerken & Gene Sperling Tévéjáték: Aaron Sorkin                             | 2003. február 12.    | 13,59 millió |
| 81.  | 16. | A taktikák és praktikák (The California 47th)        | Vincent Misiano     | Történet: Lauren Schmidt & Paula Yoo Tévéjáték: Aaron Sorkin                               | 2003. február 19.    | 12,23 millió |
| 82.  | 17. | Megtorlás (Red Haven's on Fire)                      | Alex Graves         | Történet: Mark Goffman & Debora Cahn Tévéjáték: Aaron Sorkin                               | 2003. február 26.    | 14,01 millió |
| 83.  | 18. | Kalózok (Privateers)                                 | Alex Graves         | Történet: Paul Redford & Debora Cahn Tévéjáték: Paul Redford & Debora Cahn és Aaron Sorkin | 2003. március 26.    | 11,70 millió |
| 84.  | 19. | Vaklárma (Angel Maintenance)                         | Jessica Yu          | Történet: Eli Attie & Kevin Falls Tévéjáték: Eli Attie és Aaron Sorkin                     | 2003. április 2.     | 12,72 millió |
| 85.  | 20. | Vesztegzár (Evidence of Things Not Seen)             | Christopher Misiano | Történet: Eli Attie & David Handelman Tévéjáték: Aaron Sorkin                              | 2003. április 23.    | 13,65 millió |
| 86.  | 21. | Közveszélyes szerető (Life on Mars)                  | John David Coles    | Történet: Paul Redford & Dee Dee Myers Tévéjáték: Aaron Sorkin                             | 2003. április 30.    | 13,18 millió |
| 87.  | 22. | Végzetes este (Commencement)                         | Alex Graves         | Aaron Sorkin                                                                               | 2003. május 7.       | 13,37 millió |
| 88.  | 23. | Hatalomátadás (Twenty Five)                          | Christopher Misiano | Aaron Sorkin                                                                               | 2003. május 14.      | 13,79 millió |

### 5. évad (2003-2004)
| Sor. | Év. | Cím                                                    | Rendező             | Író                                                                       | Premier              | Nézettség    |
| ---- | --- | ------------------------------------------------------ | ------------------- | ------------------------------------------------------------------------- | -------------------- | ------------ |
| 89.  | 1.  | 7A WF 83429 (7A WF 83429)                              | Alex Graves         | John Wells                                                                | 2003. szeptember 24. | 18,32 millió |
| 90.  | 2.  | A háború kutyái (The Dogs of War)                      | Christopher Misiano | John Wells                                                                | 2003. október 1.     | 16,32 millió |
| 91.  | 3.  | Kényes egyensúly (Jefferson Lives)                     | Alex Graves         | Történet: Carol Flint & Debora Cahn Tévéjáték: Carol Flint                | 2003. október 8.     | 13,43 millió |
| 92.  | 4.  | Államérdek (Han)                                       | Christopher Misiano | Történet: Peter Noah & Mark Goffman és Paula Yoo Tévéjáték: Peter Noah    | 2003. október 22.    | 12,06 millió |
| 93.  | 5.  | Szarvashiba (Constituency of One)                      | Laura Innes         | Történet: Eli Attie és Michael Oates Palmer Tévéjáték: Eli Attie          | 2003. október 29.    | 13,12 millió |
| 94.  | 6.  | Égi csapás (Disaster Relief)                           | Lesli Linka Glatter | Történet: Alexa Junge & Lauren Schmidt Tévéjáték: Alexa Junge             | 2003. november 5.    | 12,48 millió |
| 95.  | 7.  | Patthelyzet (Separation of Powers)                     | Alex Graves         | Paul Redford                                                              | 2003. november 12.   | 12,42 millió |
| 96.  | 8.  | Nincs alku (Shutdown)                                  | Christopher Misiano | Mark Goffman                                                              | 2003. november 19.   | 13,49 millió |
| 97.  | 9.  | Karácsony a Fehér Házban (Abu el Banat)                | Lesli Linka Glatter | Debora Cahn                                                               | 2003. december 3.    | 12,77 millió |
| 98.  | 10. | Viharos jelen (The Stormy Present)                     | Alex Graves         | Történet: John Sacret Young & Josh Singer Tévéjáték: John Sacret Young    | 2004. január 7.      | 13,28 millió |
| 99.  | 11. | A kegyelem napja (The Benign Prerogative)              | Christopher Misiano | Carol Flint                                                               | 2004. január 14.     | 11,86 millió |
| 100. | 12. | Hírszomj (Slow News Day)                               | Julie Hébert        | Eli Attie                                                                 | 2004. február 4.     | 10,84 millió |
| 101. | 13. | Dzsingisz Kán színre lép (The Warfare of Genghis Khan) | Bill D'Elia         | Peter Noah                                                                | 2004. február 11.    | 11,64 millió |
| 102. | 14. | Veszélyes terepen (An Khe)                             | Alex Graves         | John Wells                                                                | 2004. február 18.    | 11,43 millió |
| 103. | 15. | A nagy leleplezés (Full Disclosure)                    | Lesli Linka Glatter | Lawrence O'Donnell, Jr.                                                   | 2004. február 25.    | 11,21 millió |
| 104. | 16. | Fertőző kutatás (Eppur Si Muove)                       | Llewellyn Wells     | Alexa Junge                                                               | 2004. március 3.     | 11,42 millió |
| 105. | 17. | Mentő ötlet (The Supremes)                             | Jessica Yu          | Debora Cahn                                                               | 2004. március 24.    | 10,76 millió |
| 106. | 18. | A szóvivő napja (Access)                               | Alex Graves         | Lauren Schmidt                                                            | 2004. március 31.    | 10,95 millió |
| 107. | 19. | A nagy hajcihő (Talking Points)                        | Richard Schiff      | Eli Attie                                                                 | 2004. április 21.    | 11,10 millió |
| 108. | 20. | Karantén (No Exit)                                     | Julie Hébert        | Történet: Carol Flint & Mark Goffman Tévéjáték: Carol Flint & Debora Cahn | 2004. április 28.    | 11,94 millió |
| 109. | 21. | Merénylet Gázában (Gaza)                               | Christopher Misiano | Peter Noah                                                                | 2004. május 12.      | 10,76 millió |
| 110. | 22. | Gyász és harag (Memorial Day)                          | Christopher Misiano | John Sacret Young & Josh Singer                                           | 2004. május 19.      | 11,03 millió |

### 6. évad (2004-2005)
| Sor. | Év. | Cím                                          | Rendező             | Író                                                                    | Premier            | Nézettség    |
| ---- | --- | -------------------------------------------- | ------------------- | ---------------------------------------------------------------------- | ------------------ | ------------ |
| 111. | 1.  | Szemtől szemben (NSF Thurmont)               | Alex Graves         | John Wells                                                             | 2004. október 20.  | 12,27 millió |
| 112. | 2.  | A béke ára (The Birnam Wood)                 | Alex Graves         | John Wells                                                             | 2004. október 27.  | 12,07 millió |
| 113. | 3.  | Lerágott csont (Third-Day Story)             | Christopher Misiano | Eli Attie                                                              | 2004. november 3.  | 13,82 millió |
| 114. | 4.  | Mélyvíz (Liftoff)                            | Alex Graves         | Debora Cahn                                                            | 2004. november 10. | 15,26 millió |
| 115. | 5.  | Karambol (The Hubbert Peak)                  | Julie Hébert        | Peter Noah                                                             | 2004. november 17. | 12,41 millió |
| 116. | 6.  | Az első áldozat (The Dover Test)             | Laura Innes         | Carol Flint                                                            | 2004. november 24. | 11,76 millió |
| 117. | 7.  | Félreértés (A Change Is Gonna Come)          | Vincent Misiano     | Történet: John Sacret Young Tévéjáték: John Sacret Young & Josh Singer | 2004. december 1.  | 13,28 millió |
| 118. | 8.  | Szemfényvesztés (In the Room)                | Alex Graves         | Lawrence O'Donnell, Jr.                                                | 2004. december 8.  | 12,33 millió |
| 119. | 9.  | Bénultság (Impact Winter)                    | Lesli Linka Glatter | Debora Cahn                                                            | 2004. december 15. | 12,53 millió |
| 120. | 10. | Váratlan bejelentés (Faith Based Initiative) | Christopher Misiano | Bradley Whitford                                                       | 2005. január 5.    | 11,74 millió |
| 121. | 11. | Sárdobálók (Opposition Research)             | Christopher Misiano | Eli Attie                                                              | 2005. január 12.   | 11,88 millió |
| 122. | 12. | Visszaszámlálás (365 Days)                   | Andrew Bernstein    | Mark Goffman                                                           | 2005. január 19.   | 10,92 millió |
| 123. | 13. | Kukorica király (King Corn)                  | Alex Graves         | John Wells                                                             | 2005. január 26.   | 10,69 millió |
| 124. | 14. | Kései ébresztő (The Wake Up Call)            | Laura Innes         | Josh Singer                                                            | 2005. február 9.   | 9,62 millió  |
| 125. | 15. | Negatív kampány (Freedonia)                  | Christopher Misiano | Eli Attie                                                              | 2005. február 16.  | 10,17 millió |
| 126. | 16. | Aszály (Drought Conditions)                  | Alex Graves         | Debora Cahn                                                            | 2005. február 23.  | 9,93 millió  |
| 127. | 17. | Ravasz húzás (A Good Day)                    | Richard Schiff      | Carol Flint                                                            | 2005. március 2.   | 10,66 millió |
| 128. | 18. | Szexbotrány (La Palabra)                     | Jason Ensler        | Eli Attie                                                              | 2005. március 9.   | 10,10 millió |
| 129. | 19. | A titkos találkozó (Ninety Miles Away)       | Rod Holcomb         | John Sacret Young                                                      | 2005. március 16.  | 9,75 millió  |
| 130. | 20. | Hit kérdése (In God We Trust)                | Christopher Misiano | Lawrence O'Donnell, Jr.                                                | 2005. március 23.  | 8,96 millió  |
| 131. | 21. | Fejetlenség (Things Fall Apart)              | Nelson McCormick    | Peter Noah                                                             | 2005. március 30.  | 9,88 millió  |
| 132. | 22. | Szavazás (2162 Votes)                        | Alex Graves         | John Wells                                                             | 2005. április 6.   | 11,62 millió |

### 7. évad (2005-2006)
| Sor. | Év. | Cím                                          | Rendező             | Író                                                           | Premier              | Nézettség    |
| ---- | --- | -------------------------------------------- | ------------------- | ------------------------------------------------------------- | -------------------- | ------------ |
| 133. | 1.  | Ellentétek (The Ticket)                      | Christopher Misiano | Debora Cahn                                                   | 2005. szeptember 25. | 8,90 millió  |
| 134. | 2.  | Kezdeti buktatók (The Mommy Problem)         | Alex Graves         | Eli Attie                                                     | 2005. október 2.     | 7,66 millió  |
| 135. | 3.  | Sarokba szorítva (Message of the Week)       | Christopher Misiano | Lawrence O'Donnell, Jr.                                       | 2005. október 9.     | 7,95 millió  |
| 136. | 4.  | Beteljesült jóslat (Mr. Frost)               | Andrew Bernstein    | Alex Graves                                                   | 2005. október 16.    | 8,15 millió  |
| 137. | 5.  | Beismerő vallomás (Here Today)               | Alex Graves         | Peter Noah                                                    | 2005. október 23.    | 7,85 millió  |
| 138. | 6.  | Kényes téma (The Al Smith Dinner)            | Lesli Linka Glatter | Eli Attie                                                     | 2005. október 30.    | 8,51 millió  |
| 139. | 7.  | A vita (The Debate)                          | Alex Graves         | Lawrence O'Donnell, Jr.                                       | 2005. november 6.    | 9,58 millió  |
| 140. | 8.  | Döntő fejlemény (Undecideds)                 | Christopher Misiano | Debora Cahn                                                   | 2005. december 4.    | 7,26 millió  |
| 141. | 9.  | Esküvő a Fehér Házban (The Wedding)          | Max Mayer           | Josh Singer                                                   | 2005. december 11.   | 8,13 millió  |
| 142. | 10. | Csapatmunka (Running Mates)                  | Paul McCrane        | Peter Noah                                                    | 2006. január 8.      | 11,74 millió |
| 143. | 11. | Valami bűzlik (Internal Displacement)        | Andrew Bernstein    | Bradley Whitford                                              | 2006. január 15.     | 6,36 millió  |
| 144. | 12. | Nukleáris baleset (Duck and Cover)           | Christopher Misiano | Eli Attie                                                     | 2006. január 22.     | 7,71 millió  |
| 145. | 13. | Lendületben (The Cold)                       | Alex Graves         | Történet: Debora Cahn & Lauren Schmidt Tévéjáték: Debora Cahn | 2006. március 12.    | 7,02 millió  |
| 146. | 14. | Zsarolni vagy nem zsarolni (Two Weeks Out)   | Laura Innes         | Lawrence O'Donnell, Jr.                                       | 2006. március 19.    | 8,07 millió  |
| 147. | 15. | Végkimerülésig (Welcome to Wherever You Are) | Matia Karrell       | Josh Singer                                                   | 2006. március 26.    | 7,90 millió  |
| 148. | 16. | A nagy nap 1. rész (Election Day Part 1)     | Mimi Leder          | Lauren Schmidt                                                | 2006. április 2.     | 7,27 millió  |
| 149. | 17. | A nagy nap 2. rész (Election Day Part 2)     | Christopher Misiano | Eli Attie & John Wells                                        | 2006. április 9.     | 8,39 millió  |
| 150. | 18. | Az emlékezés órái (Requiem)                  | Steve Shill         | Eli Attie & Debora Cahn & John Wells                          | 2006. április 16.    | 8,29 millió  |
| 151. | 19. | Az átmenet (Transition)                      | Nelson McCormick    | Peter Noah                                                    | 2006. április 23.    | 8,42 millió  |
| 152. | 20. | Kormánytagok kerestetnek (The Last Hurrah)   | Tim Matheson        | Lawrence O'Donnell, Jr.                                       | 2006. április 30.    | 8,34 millió  |
| 153. | 21. | Lőjj a fejvadászra (Institutional Memory)    | Lesli Linka Glatter | Debora Cahn                                                   | 2006. május 7.       | 7,94 millió  |
| 154. | 22. | Mit hoz a holnap (Tomorrow)                  | Christopher Misiano | John Wells                                                    | 2006. május 14.      | 10,11 millió |